# Giovane Alves da Silva
Giovane Alves da Silva mais conhecido como Giovane (Taió, 25 de novembro de 1982), é um ex-futebolista brasileiro que atuava como atacante. Atuou por alguns times do Brasil e obteve grande destaque em Hong Kong atuando pelo Sun Hei.
Em outubro de 2009 voltou para o Brusque, aonde disputou a Copa Santa Catarina, competição na qual foi vice-artilheiro com 10 gols marcados. 

## Títulos
Eastern AA
- Hong Kong Premier League: 2015–16

### Prêmios individuais
- Artilheiro da Hong Kong Premier League de 2015[4]: (17 goles)